# Dialectos del euskera

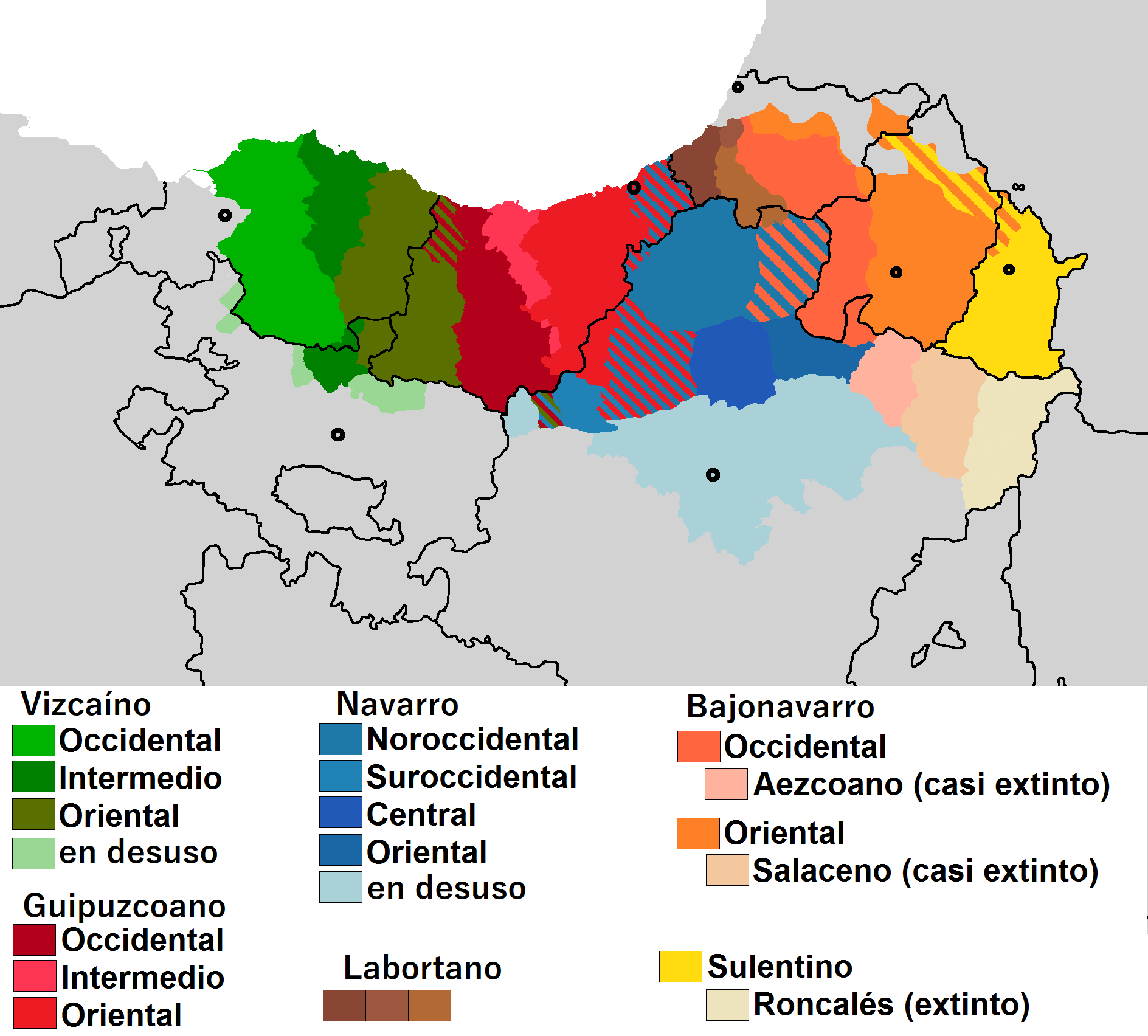

Situación de los pueblos prerromanos en el territorio del País Vasco, Navarra y zonas aledañas según Ptolomeo.

Los dialectos del idioma vasco (en euskera: euskalkiak) en la actualidad son cinco: el occidental, el central, el navarro, el navarro-labortano y el suletino. Aunque cada uno de ellos presenta particularidades en su fonética, léxico y gramática, los dialectos occidental y suletino son los más diferentes al euskera batúa, mientras que el central y los dialectos navarros son los más similares. El dialecto con más hablantes es el occidental, con aproximadamente 200 000 o 300 000 hablantes nativos.
Los primeros estudios de la dialectología del euskera se hicieron en el siglo XIX, pero su uso y extensión han evolucionado desde entonces. En las últimas décadas, todos ellos han sido influidos por la alfabetización de los vascohablantes, la estandarización del euskera batúa y el aumento del número de personas que conocen en el vasco.
El área geográfica de los dialectos no coincide plenamente con las actuales provincias, pero sí con las fronteras prerromanas entre caristios, várdulos y vascones y también con las fronteras eclesiásticas tradicionales. 
Algunos lingüistas incluyen también el roncalés —que Resurrección María de Azkue incluyó dentro del suletino— y también consideran dialectos independientes el alavés —el que se habló en Alava y que, por lo general, se suele conceptuar como una variedad del dialecto vizcaíno—, el aezcoano y el salacenco. No obstante, el roncalés se extinguió a finales del siglo XX y, si bien actualmente hay hablantes de euskera en el Roncal, no son hablantes de roncalés, sino inmigrantes internos de otros dialectos. Se distinguen históricamente entre 6 y 9 dialectos.

## Historia y dialectología del vasco

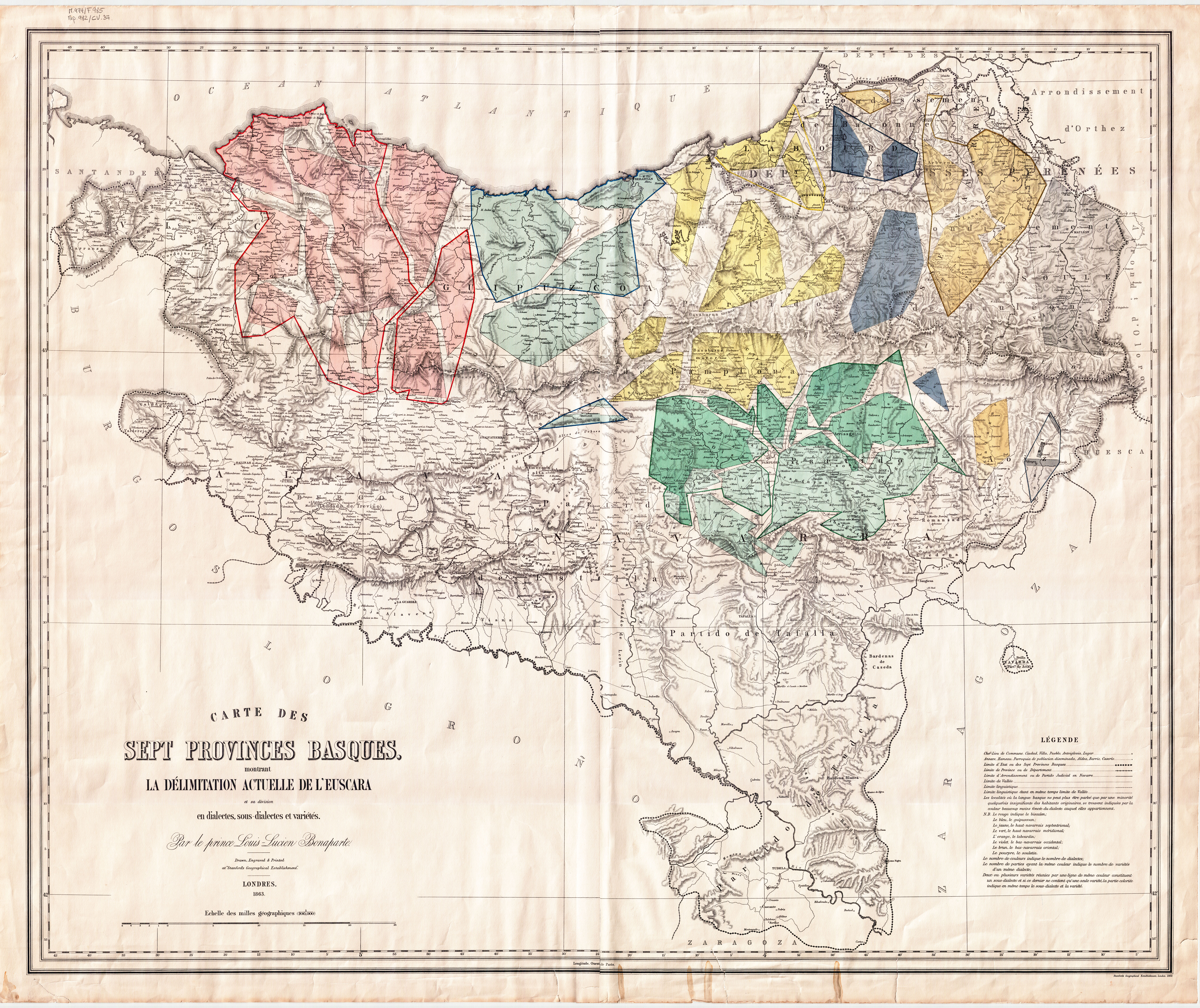
Mapa dialectal original de Louis-Lucien Bonaparte de 1866.

Uno de los primeros estudios científicos de los dialectos del euskera, en relación las formas verbales auxiliares, fue hecha por Louis-Lucien Bonaparte, un sobrino de Napoleón. Su mapa dialectal original Carte des Sept Provinces Basques, que se publicó en 1869 junto con su Le Verbe Basque en Tableaux fue considerada como la guía autorizada en la dialectología vasca durante un siglo. Bonaparte recogió sus datos en el trabajo de campo entre 1856 y 1869 en cinco visitas al País Vasco. Por entonces, el euskera ya era muy escaso en todo el territorio donde había sido comúnmente hablado. En Álava, todos habían desaparecido de las planicies y las tierras altas, solo quedan en la fortaleza de Aramayona y franjas fronterizas de Vizcaya y Guipúzcoa, mientras que en Navarra el estudioso de las pruebas recopiladas llegó hasta las zonas que se extienden hasta el sur de Tafalla. En 1998, Koldo Zuazo, profesor de Filología Vasca en la Universidad del País Vasco, redefinió ligeramente la clasificación de los dialectos: entre otras cosas, cambió el nombre del dialecto vizcaíno a occidental, de guipuzcoano a central, agrupó los dialectos labortano y bajo navarro en el llamado navarro-labortano, separó el hablado en el oriente de Navarra como un dialecto independiente y reconoció varias zonas mixtas:
- vizcaíno u occidental
- guipuzcoano o central
- alto navarro
- navarro oriental
- suletino
- navarro-labortano

Mucho se ha estudiado también del dialecto del euskera hablado anteriormente en Álava. En 1997, Koldo Zuazo publicó investigaciones realizadas sobre el tema basado en la dispersión de pruebas grabadas...) glosario (Landuchio y los documentos elaborados sobre todo por Koldo Mitxelena. El experto destaca tres ámbitos lingüísticos principales de norte a sur, donde las características relacionadas con la mezcla de occidental y dialectos navarros hasta diferentes grados de acuerdo a su posición geográfica. Se centra principalmente en léxico, con diferencias morfológicas, como las marcas de declinación -gaz / -ekin (caso sociativo), -rean / -tik (caso ablativo), barria / berria (= 'nuevo' ), elexea / elizea (= 'iglesia'), padura / madura (= 'pantano' ), para mencionar solo unos pocos.
Algunas de las características clave que distingue en la fonología los dialectos del euskera son:
- la pérdida de la /h/ y de la aspiración en los dialectos del sur.
- fuerte divergencia de los históricos: /j/ dentro de /j/ /ɟ/ /ʒ/ /ʃ/ /x/ /χ/[2]
- el desarrollo en el dialecto suletino de la vocal /y/.

## Variedades morfológicas
Los dialectos modernos del euskera muestran un alto grado de divergencia dialectal. Sin embargo, la cruz de la comunicación dialectal sin previo conocimiento de cualquiera usando euskera batúa u otro dialecto suele ser posible en una medida razonable con la notable excepción del suletino, que es considerado como el dialecto del euskera más divergente.
Los nombres para el idioma en los dialectos del euskera son un ejemplo en cierta medida de la fragmentación dialectal de la zona eusquérica. Las formas más divergentes se encuentran generalmente en los dialectos orientales.
| Variedad dialectal | Grupo dialectal                   | Áreas donde es documentado                                                          |
| ------------------ | --------------------------------- | ----------------------------------------------------------------------------------- |
| Auskera            | Alto navarro                      | Araquil                                                                             |
| Euskara            | Alto navarro Labortano            | Irún San Juan de Luz                                                                |
| Euskara            | Vizcaíno                          | Orozco                                                                              |
| Euskara            | Labortano                         | Labortano Vizcaíno                                                                  |
| Euskara            | Vizcaíno Guipuzcoano              | Guernica y Luno, Bermeo, Vergara, Salinas de Léniz Goyerri, Burunda, Echarri-Aranaz |
| Euskara            | Vizcaíno                          | Éibar, Ermua                                                                        |
| Euskara            | Vizcaíno                          | Vergara, Salinas de Léniz                                                           |
| Euskara            | Alto navarro Aezcoano             | Irún, Larráun, Erro                                                                 |
| Euskera            | Vizcaíno Guipuzcoano Alto navarro |                                                                                     |
| Euskara            | Vizcaíno                          | Orozco                                                                              |
| Euskera            | Vizcaíno                          | Arrigorriaga, Orozco, Marquina-Jeméin, Vergara, Salinas de Léniz                    |
| Euskara            | Alto navarro                      | Araquil                                                                             |
| Euskara            | Alto navarro Aezcoano Suletino    | Irún, Cinco Villas, Ulzama                                                          |
| Euskara            | Suletino                          |                                                                                     |
| Euskara            | Alto navarro Suletino             | Ulzama                                                                              |
| Euskara            | Suletino                          |                                                                                     |
| Euskara            | Suletino                          |                                                                                     |
| Euskara            | Vizcaíno Alto navarro             | Arratia, Orozco Ulzama, Erro, Olza, Gulina                                          |

El siguiente mapa muestra las zonas donde se utiliza la aproximación de cada palabra. El menor tipo de casos son los casos de la denominación que se está grabando para un área particular; el mayor tipo de casos muestra un exceso de formas regionales comunes en toda la zona dialectal en cuestión:

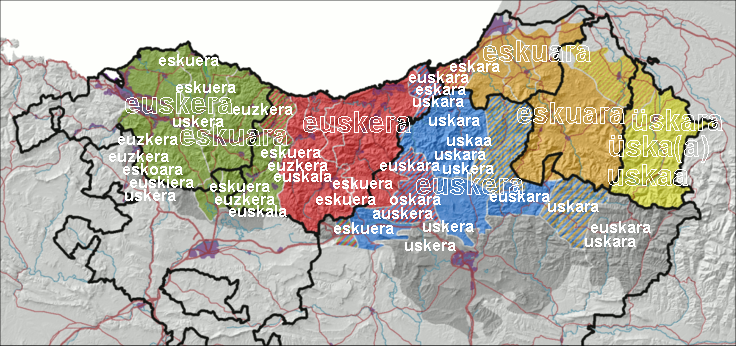
El nombre de la lengua vasca en los distintos dialectos en el nuevo mapa dialectal de Koldo Zuazo.

### Comparación de las formas verbales
Comparando las formas verbales utilizando los diferentes dialectos del euskera, también se obtiene una buena visión general sobre algunas de las diferencias y características comunes.

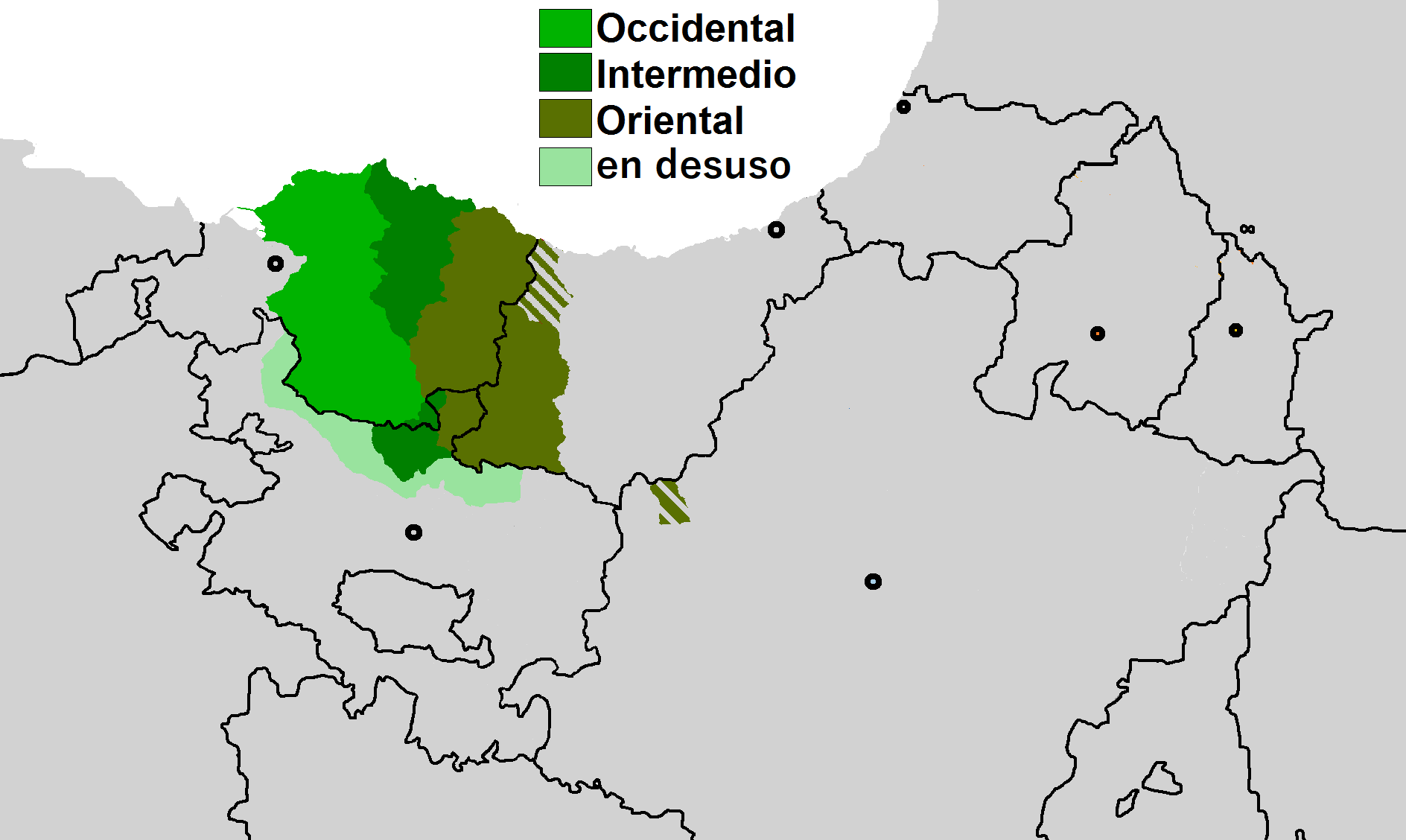
Vizcaíno
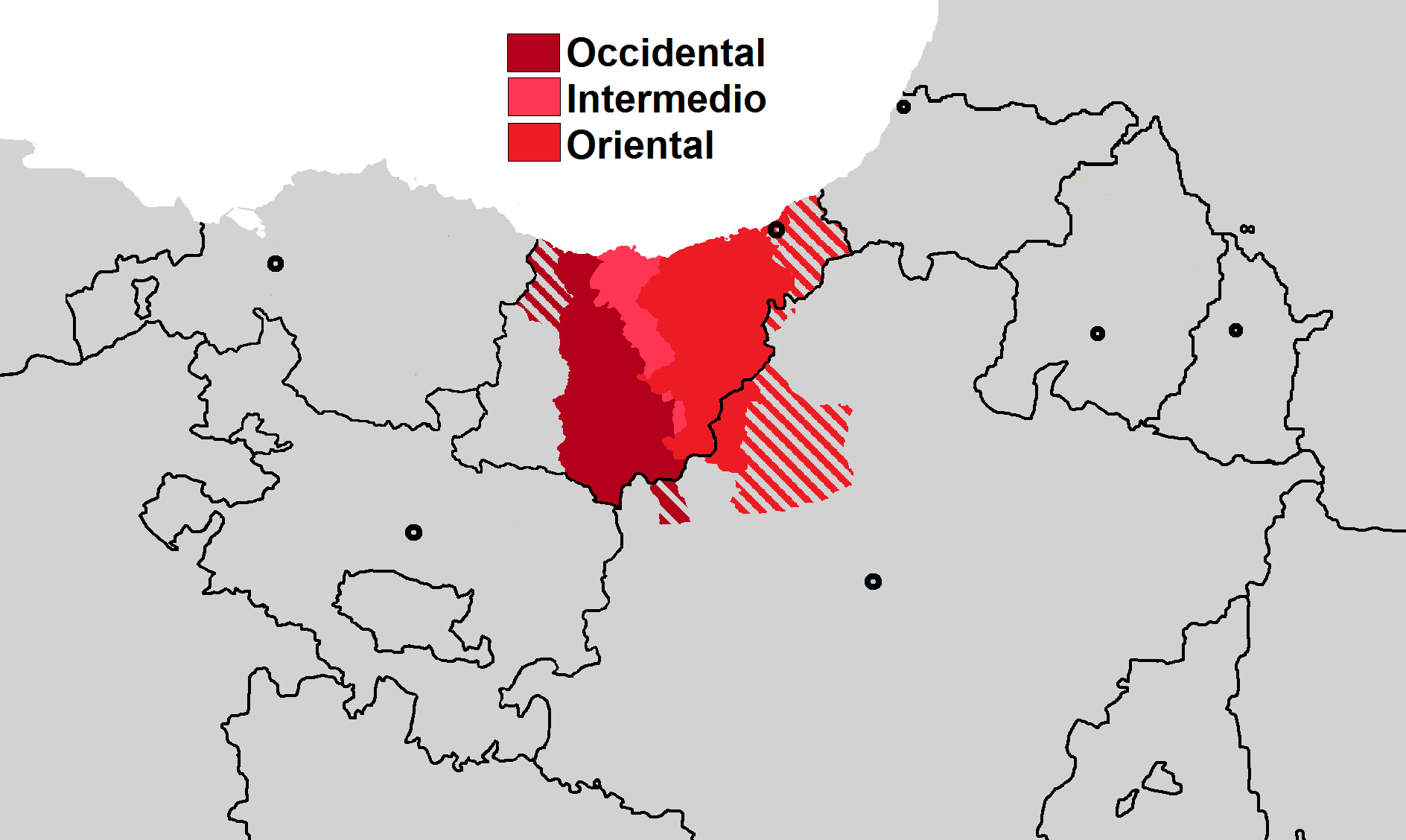
Guipuzcoano
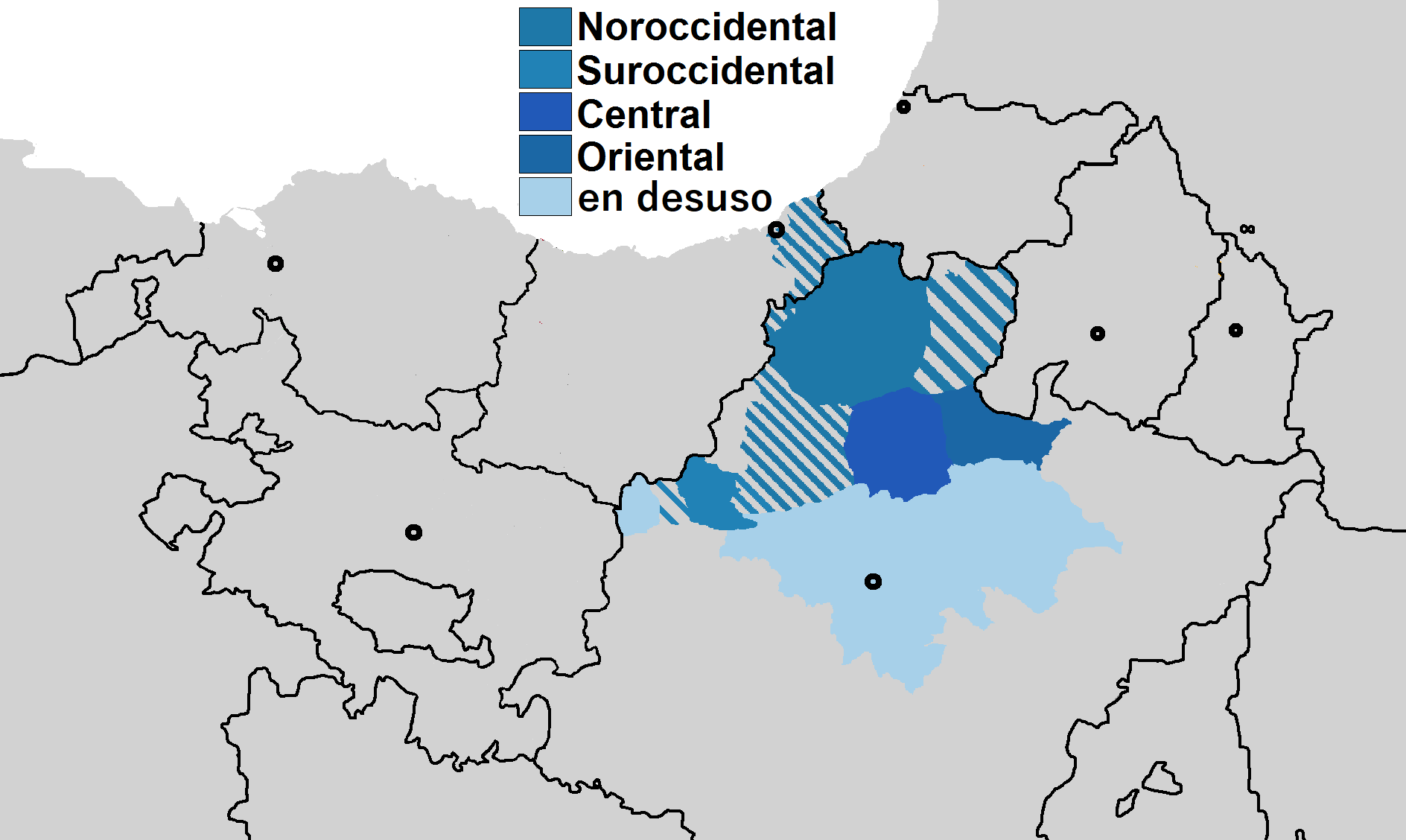
Navarro
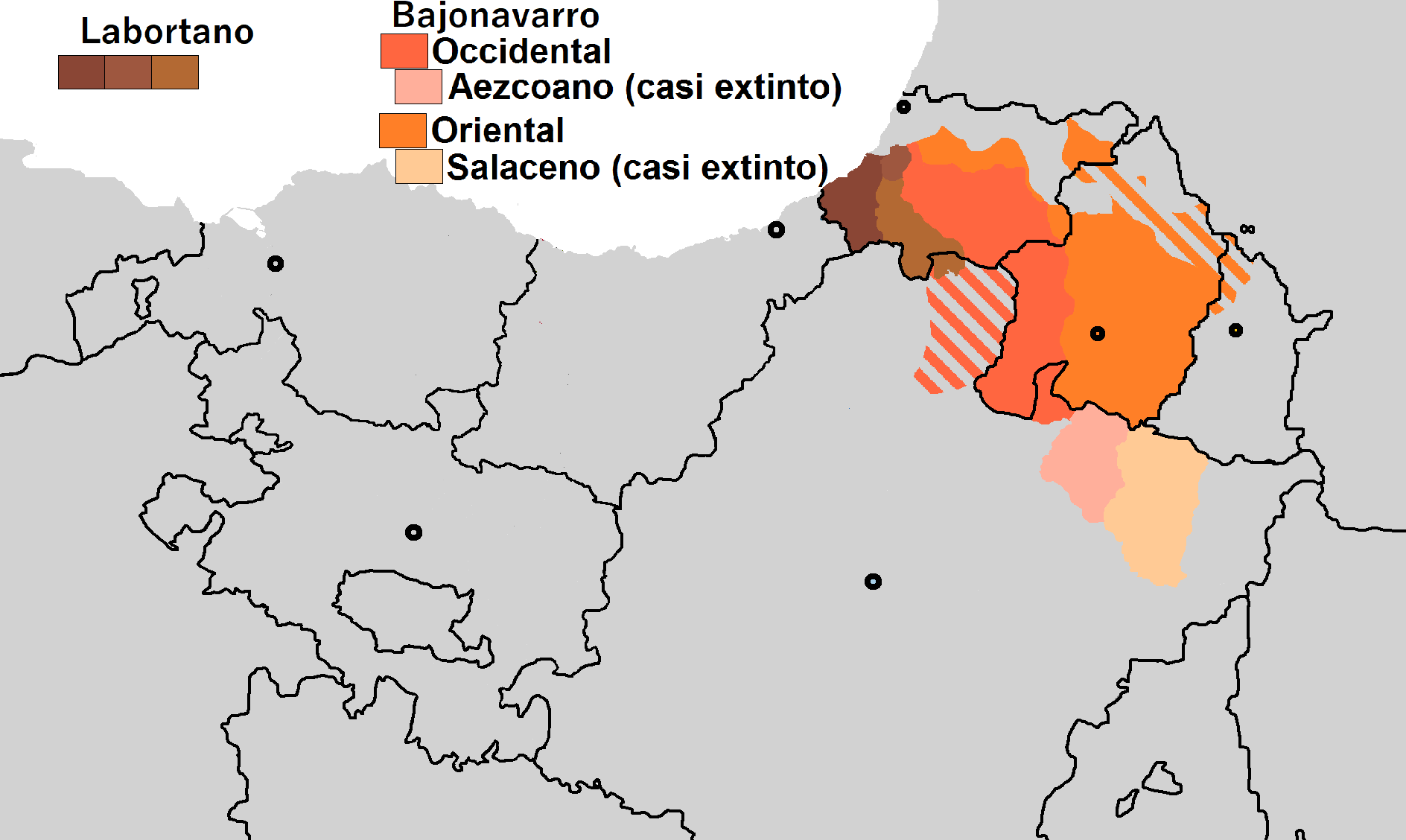
Labortano+Bajonavarro
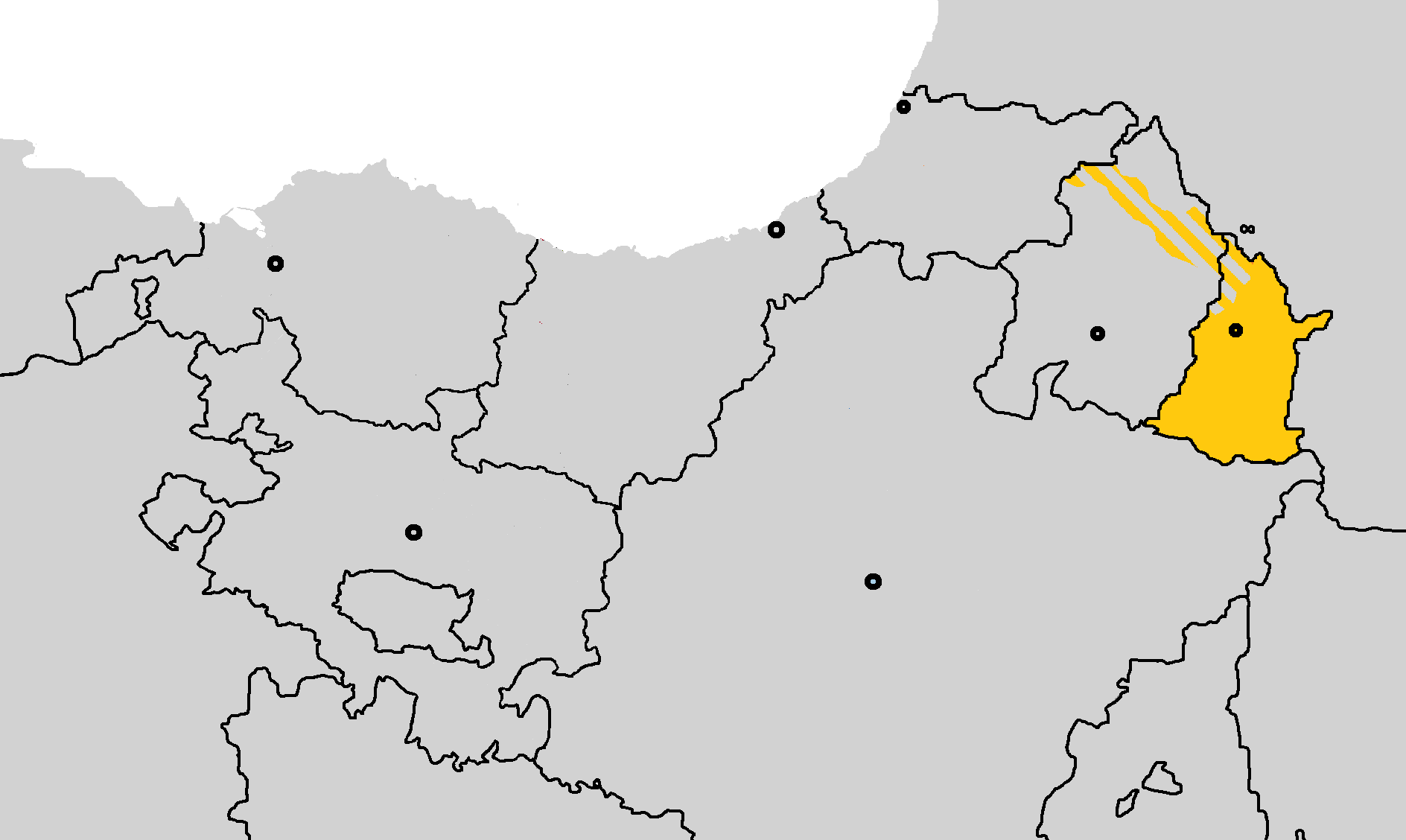
Sulentino

| Euskera batúa                                                                    | Vizcaíno                                                                       | Guipuzcoano                                                                     | Alto navarro                                                 | Roncalés                                     | Labortano                                                                 | Bajo navarro                                        | Suletino                                                                  |
| -------------------------------------------------------------------------------- | ------------------------------------------------------------------------------ | ------------------------------------------------------------------------------- | ------------------------------------------------------------ | -------------------------------------------- | ------------------------------------------------------------------------- | --------------------------------------------------- | ------------------------------------------------------------------------- |
| naiz haiz da gara zara zarete dira                                               | naz az da gara zara zarie dira                                                 | naiz aiz da gera zera zerate dira                                               | naiz (y)aiz da ga(r)a za(r)a za(r)ate di(r)e                 | naz yaz da gra zra zrei dra                  | naiz haiz da gare zare zaizte di(r)e                                      | n(a)iz h(a)iz da gira zira zirezte dira             | niz hiz da gira zira zirae dira                                           |
| dut dun duk du dugu duzu duzue dute                                              | dot don dok dau dogu dozu dozue dabe                                           | det den dek du degu dezu dezute dute                                            | dut dun duk du dugu duzu duzue dute                          | dur, dud dun duk du digu tzu tzei dei        | dut dun duk du dugu duzu duzue dute                                       | dut dun duk du dugu duzu duzue (d)ute               | düt dün dük dü dügü düzü düzie düe                                        |
| nion hion zion genion zenion zenioten zioten                                     | neutsan euntsan eutsan geuntsan zeuntsan zeuntsoen eutsoen                     | nion ion zion genion zenion zenioten zioten                                     | nio(n) (y)io(n) zio(n) ginio(n) zinio(n) ziniote(n) ziote(n) | naun yaun zaun ginaun zinaun zinabein zabein | nion hion zion ginion zinion zinioten zioten                              | nakon hakon zakon ginakon zinakon zinakoten zakoten | neion heion zeion geneion zeneion zeneioen zeioen                         |
| nindoakion hindoakion zihoakion gindoazkion zindoazkion zindoazkioten zihoazkion | niñoiakion iñoakion joiakion giñoiakiozan ziñoiakiozan ziñoiakiozen joiakiozan | ninjoakion injoakion zijoakion ginjoazkion zinjoazkion zinjoazkioten zijoazkion |                                                              |                                              | nindoakion hindoakion zoakion ginoazkion zinoazkion zinoazkioten zoazkion |                                                     | nindoakion hindoakion zoakion gindoazkion zindoakion zindoakioen zoazkion |

Verbos cotidianos en presente:
| Euskera batúa                       | Español |
| ----------------------------------- | --- |
| naiz haiz da gara zara zarete dira  | soy eres (él / ella) es somos (usted) es (vosotros) sois / (ustedes) son (ellos / ellas) son |
| dut dun duk du dugu duzu duzue dute | (lo / la) tengo / he ... (lo / la) tienes / has ... (interlocutora femenina) (lo / la) tienes / has ... (interlocutor masculino) [él/ella] (lo / la) tiene / ha ... (lo / la) tenemos / hemos ... [usted] (lo / la) tiene / ha ... [vosotros] (lo / la) tenéis / habéis ... / [ustedes] tienen / han ... [ellos / ellas] (lo / la) tienen / han ... |

## Variedad fonética
|           |         | Labial | Dental / Alveolar | Postalveolar / Palatal | Velar |
| --------- | ------- | ------ | ----------------- | ---------------------- | ----- |
| Nasal     | Nasal   | m      | n                 | ɲ                      |       |
| Oclusiva  | sorda   | p      | t                 | c                      | k     |
| Oclusiva  | sonora  | b      | d                 | ɟ                      | g     |
| Africada  | sorda   |        | ts̺ ts̻             | tʃ                     |       |
| Fricativa | sorda   | f      | s̺ s̻               | ʃ                      | x     |
| Trill     | Trill   |        | r                 |                        |       |
| Tap       | Tap     |        | ɾ                 |                        |       |
| Lateral   | Lateral |        | l                 | ʎ                      |       |

|         | Anterior | Central | Posterior |
| ------- | -------- | ------- | --------- |
| Cerrada | i        |         | u         |
| Media   | e        |         | o         |
| Abierta |          | a       |           |

Hay dialectos del euskera que se apartan de este inventario estándar en mayor o menor medida. El grafema j (históricamente /j/) muestra, con mucho, la divergencia más extrema, seguido de las fricativas y africadas. Hualde (1991) describe las siguientes:
- Baztán, un dialecto del navarro oriental: falta de /x/
- Arbizu, un dialecto mixto entre guipuzcoano / navarro-occidental: vocales geminadas /i/~/ii/, /e/~/ee/, /a/~/aa/, /o/~/oo/, /u/~/uu/
- Guernica y Luno, un dialecto vizcaíno: fusión de /s̻/ con /s̺/ ; y /ts̻/ con /ts̺/. Fonemas adicionales: /ʒ/. Pérdida de /c/ y /ɟ/.
- Ondárroa, un dialecto vizcaíno: fusión de /s̻/ con /s̺/ ; y /ts̻/ con /ts̺/. Fonemas adicionales: /dz/. Pérdida de /c/ y /ɟ/.

## Dialectos estandarizados
Ha habido varios intentos a lo largo de la historia para promover formas normalizadas de los dialectos del euskera.
- Un formato normalizado del labortano fue el dialecto utilizado por influencia del autor del siglo XVI Joanes Leizarraga.

- El gipuzkera osatua (‘guipuzcoano completado’) de Resurrección María de Azkue, que data de 1935, intentando crear la norma vasca basándose en el dialecto guipuzcoano, un intento fracasado en gran medida.

- En los 1940s, el grupo Jakintza Baitha, reunido alrededor del académico Federico Krutwig, que prefirió basarse en el labortano del Nuevo Testamento protestante de Joanes Leizarraga y los primeros libros impresos en lengua vasca. Sin embargo, no recibió apoyo oficial ni popular.

- En 1944, Piarres Lafitte publicó su Navarro-Labourdin Littéraire, basado en el labortano, que se ha convertido de facto en la forma estándar de ese dialecto. Se enseña en algunas escuelas de Labort y es usado en la radio, en la iglesia, y en el periódico Herria.

- Más recientemente, los dialectos vizcaíno y suletino también han sido estandarizados.